# Un tassinaro a New York
Un tassinaro a New York è un film del 1987 diretto da Alberto Sordi.
La pellicola è il sequel de Il tassinaro del 1983, sempre con Sordi regista e protagonista.

## Trama
Il tassista romano Pietro Marchetti si trova per caso ad assistere a un delitto mafioso. Dovendo testimoniare al processo, viene controllato a vista dalla polizia, specie quando deve recarsi negli Stati Uniti per assistere alla laurea del figlio Francesco.
Negli Stati Uniti finisce per trovarsi spesso in situazioni pericolose, tuttavia, proprio grazie a lui, un poliziotto locale riuscirà a catturare gli esponenti mafiosi coinvolti nel delitto romano.

## Citazioni
Nella scena all'acquario di Miami si sente in sottofondo la colonna sonora di un altro film di Sordi, Il presidente del Borgorosso Football Club.